# Quartieri di Brescia
La città di Brescia è suddivisa amministrativamente in 33 quartieri in ognuno dei quali si eleggono degli organismi di rappresentanza, a carattere consultivo e propositivo, denominati consigli di quartiere.

## Storia

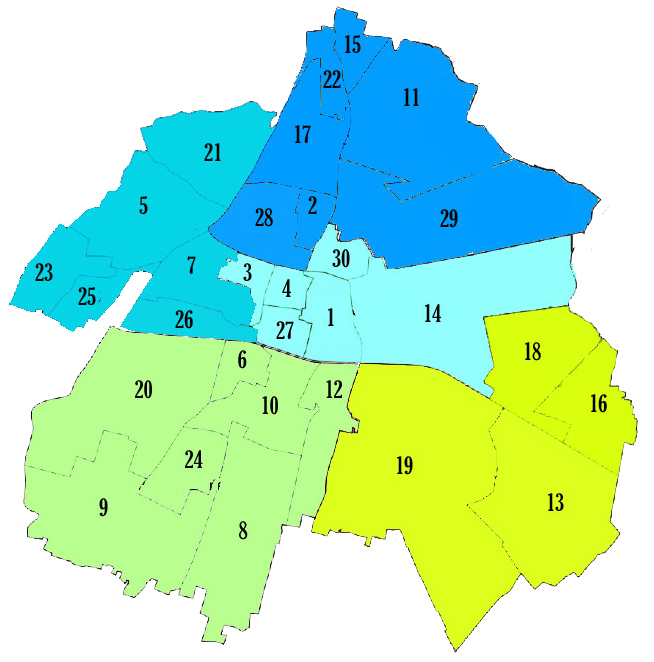
La ripartizione dei 30 quartieri di Brescia nelle cinque circoscrizioni di Brescia attive dal 2007 al 2013

La suddivisione in quartieri fu riconosciuta dal consiglio comunale cittadino nel luglio 1972 in risposta alle forme spontanee di autogoverno di prossimità nate qualche anno prima in alcune zone della città, come San Polo e Mompiano. Con l'approvazione del regolamento, avvenuto nell'aprile 1975, ai consigli di quartiere venne riconosciuta la consultazione obbligatoria in alcuni ambiti dell'amministrazione cittadina, come il bilancio di previsione, il piano regolatore generale e la concessione di licenze edilizie.
Recependo la legge 278/1976, nell'aprile del 1977 il comune fu riorganizzato in nove circoscrizioni, mentre i quartieri vennero mantenuti come sottodivisioni con finalità puramente statistiche. I primi consigli di circoscrizione furono nominati dal consiglio comunale e rimasero in carica fino alle amministrative del 1980, quando i nuovi furono eletti direttamente dai cittadini.
Nel 2007, la Giunta Corsini decise di ridurre il numero delle circoscrizioni portandole a cinque, con le seguenti denominazioni: Nord, Centro, Est, Ovest e Sud.

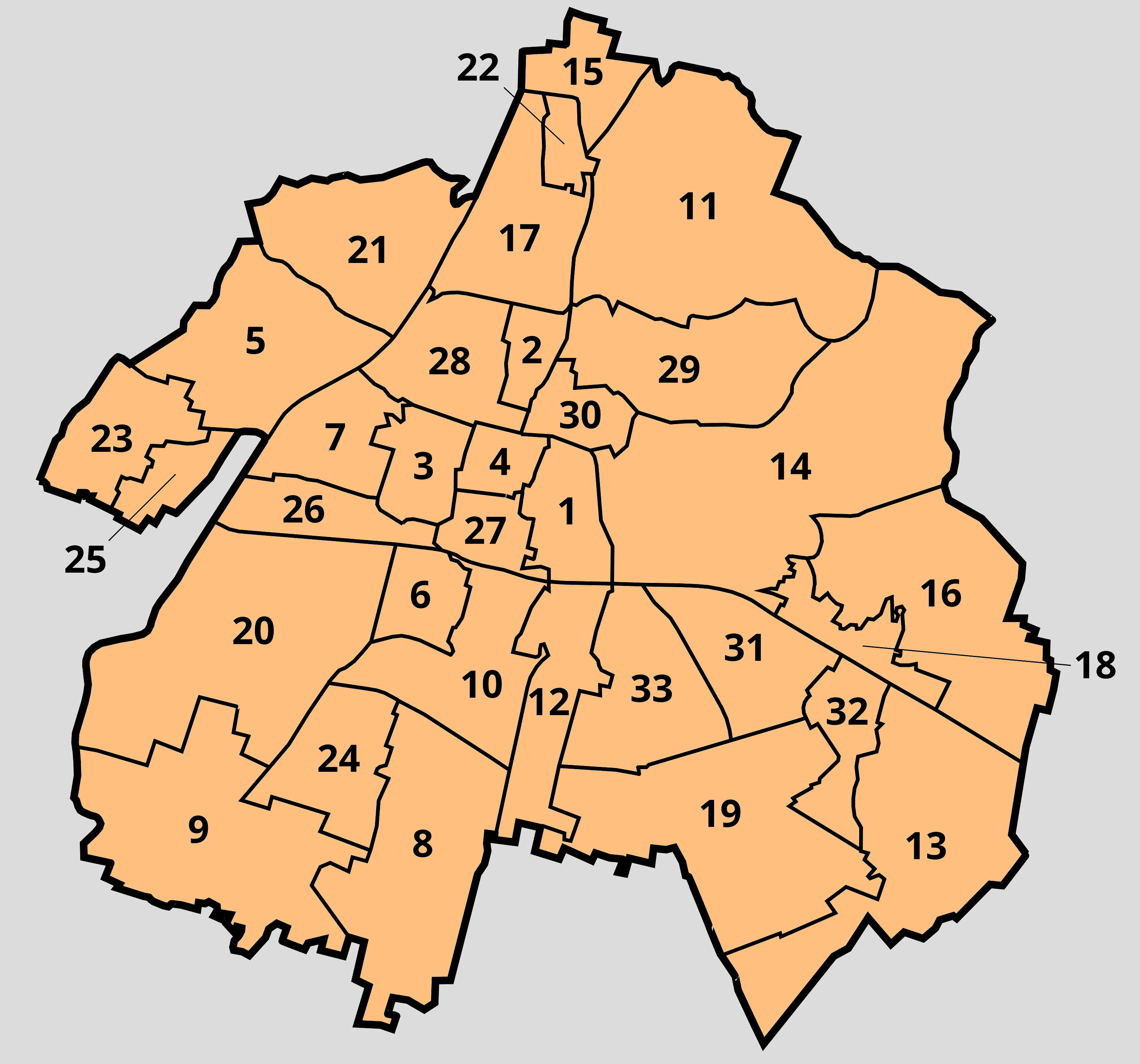
Ripartizione del Comune di Brescia a partire dal 2014.

Con le modifiche apportate dalla legge 42/2010, il comune di Brescia fu costretto a sopprimere le circoscrizioni. I cinque consigli circoscrizionali, eletti nel 2008, rimasero in funzione fino alla naturale scadenza del consiglio comunale, avvenuta nel giugno 2013.
Per non privare la città di una forma di governo di prossimità, nell'ottobre 2013 la Giunta Del Bono manifestò l'intenzione di voler restituire alcune funzionalità ai quartieri dotandoli di consigli, eletti dai cittadini, e di assemblee a partecipazione diretta. Nel luglio 2014 il consiglio comunale votò a favore della proposta ed attuò alcune rettifiche di confine. In quell'occasione fu soppresso il quartiere di San Polo che venne sostituito da quattro nuovi quartieri: San Polo Case, San Polo Cimabue, San Polo Parco e Sanpolino. A fini statistici, i 33 quartieri sono stati radunati in cinque zone che riprendono la precedente suddivisione delle cinque circoscrizioni.

## Elenco quartieri
| Numero | Nome quartiere             | Anno fondazione | Abitanti (al 01/01/2025) | Circoscrizione (1977-2007) | Circoscrizione (2007-2013) | Zona (dal 2014) | Note               |
| ------ | -------------------------- | --------------- | ------------------------ | -------------------------- | -------------------------- | --------------- | ------------------ |
| 2      | Borgo Trento               | 1972            | 6 930                    | 1ª                         | Nord                       | Nord            |                    |
| 1      | Brescia Antica             | 1972            | 6 986                    | 9ª                         | Centro                     | Centro          |                    |
| 13     | Buffalora                  | 1972            | 2 327                    | 7ª                         | Est                        | Est             |                    |
| 16     | Caionvico                  | 1972            | 2 279                    | 8ª                         | Est                        | Est             |                    |
| 22     | Casazza                    | 1972            | 2 771                    | 1ª                         | Nord                       | Nord            |                    |
| 4      | Centro Storico Nord        | 1972            | 8 106                    | 9ª                         | Centro                     | Centro          |                    |
| 27     | Centro Storico Sud         | 1972            | 6 401                    | 9ª                         | Centro                     | Centro          |                    |
| 20     | Chiesanuova - Noce Girelli | 1972            | 7 277                    | 5ª                         | Sud                        | Sud             |                    |
| 5      | Chiusure                   | 1972            | 11 240                   | 3ª                         | Ovest                      | Ovest           |                    |
| 30     | Crocifissa di Rosa         | 1972            | 5 232                    | 2ª                         | Centro                     | Centro          |                    |
| 6      | Don Bosco                  | 1972            | 7 264                    | 6ª                         | Sud                        | Sud             |                    |
| 7      | Fiumicello                 | 1972            | 6 806                    | 4ª                         | Ovest                      | Ovest           |                    |
| 8      | Folzano                    | 1972            | 1 818                    | 6ª                         | Sud                        | Sud             |                    |
| 9      | Fornaci                    | 1972            | 2 602                    | 5ª                         | Sud                        | Sud             |                    |
| 10     | Lamarmora                  | 1972            | 9 298                    | 6ª                         | Sud                        | Sud             |                    |
| 11     | Mompiano                   | 1972            | 7 444                    | 2ª                         | Nord                       | Nord            |                    |
| 12     | Porta Cremona-Volta        | 1972            | 14 288                   | 7ª                         | Sud                        | Sud             |                    |
| 3      | Porta Milano               | 1972            | 6 168                    | 4ª                         | Centro                     | Centro          |                    |
| 14     | Porta Venezia              | 1972            | 11 141                   | 8ª                         | Centro                     | Centro          |                    |
| 26     | Primo Maggio               | 1972            | 3 946                    | 4ª                         | Ovest                      | Ovest           |                    |
| 17     | San Bartolomeo             | 1972            | 5 387                    | 1ª                         | Nord                       | Nord            |                    |
| (19)   | San Polo                   | 1972            | -                        | 7ª                         | Est                        |                 | Soppresso nel 2014 |
| 19     | San Polo Case              | 2014            | 4 936                    |                            |                            | Est             |                    |
| 31     | San Polo Cimabue           | 2014            | 7 188                    |                            |                            | Est             |                    |
| 33     | San Polo Parco             | 2014            | 5 665                    |                            |                            | Est             |                    |
| 29     | San Rocchino               | 1972            | 5 813                    | 2ª                         | Nord                       | Nord            |                    |
| 32     | Sanpolino                  | 2014            | 2 537                    |                            |                            | Est             |                    |
| 18     | Sant'Eufemia della Fonte   | 1972            | 3 355                    | 8ª                         | Est                        | Est             |                    |
| 28     | Sant'Eustacchio            | 1972            | 8 486                    | 1ª                         | Nord                       | Nord            |                    |
| 21     | Urago Mella                | 1972            | 10 168                   | 3ª                         | Ovest                      | Ovest           |                    |
| 23     | Villaggio Badia            | 1972            | 3 635                    | 3ª                         | Ovest                      | Ovest           |                    |
| 15     | Villaggio Prealpino        | 1972            | 4 563                    | 2ª                         | Nord                       | Nord            |                    |
| 24     | Villaggio Sereno           | 1972            | 6 029                    | 5ª                         | Sud                        | Sud             |                    |
| 25     | Villaggio Violino          | 1972            | 3 447                    | 3ª                         | Ovest                      | Ovest           |                    |